# Fletcher Kapito
Fletcher Kapito (ur. 19 października 1959) – malawijski bokser, olimpijczyk.
Wystąpił na Letnich Igrzyskach Olimpijskich 1984 w wadze lekkośredniej. W pojedynku 1/32 finału przegrał niejednogłośnie na punkty (2–3) z Augustino Marialem z Sudanu. Ponadto pełnił funkcję chorążego reprezentacji Malawi podczas ceremonii otwarcia igrzysk.
Odpadł w 1/8 finału Igrzysk Wspólnoty Narodów 1986 w wadze półśredniej. Przegrał na punkty z Mohamedem Mukhlisem z Singapuru.